# Robin Corsiglia
Robin Marie Corsiglia, född 12 augusti 1962 i Kirkland i Québec, är en kanadensisk före detta simmare.
Corsiglia blev olympisk bronsmedaljör på 4 x 100 meter medley vid sommarspelen 1976 i Montréal.